# Дубовское сельское поселение (Ростовская область)
Дубовское сельское поселение — муниципальное образование в Дубовском районе Ростовской области.
Административный центр поселения — село Дубовское.

## Административное устройство
В состав Дубовского сельского поселения входят:
- село Дубовское
- хутор Ериковский

## Население
| 2010  | 2012  | 2013  | 2014  | 2015  | 2016  | 2017  |
| ----- | ----- | ----- | ----- | ----- | ----- | ----- |
| 9094  | ↘8935 | ↘8800 | ↘8749 | ↘8661 | ↘8615 | ↘8600 |
| 2018  | 2019  | 2020  | 2021  |       |       |       |
| ↘8458 | ↘8332 | ↘8323 | ↘8278 |       |       |       |